# Pseudopanax discolor
Pseudopanax discolor là một loài thực vật có hoa trong Họ Cuồng cuồng. Loài này được (Kirk) Harms miêu tả khoa học đầu tiên năm 1894.